# Rio Curuçá (vattendrag i Brasilien)
Rio Curuçá är ett vattendrag i Brasilien.   Det ligger i delstaten Amazonas, i den västra delen av landet, 2 900 km nordväst om huvudstaden Brasília.
I omgivningarna runt Rio Curuçá växer i huvudsak städsegrön lövskog. Trakten runt Rio Curuçá är nära nog obefolkad, med mindre än två invånare per kvadratkilometer.